# 苯基钠
苯基钠是一种有机钠化合物，化学式为C6H5Na，它最初由Nef在1903年分离出来。尽管它和苯基溴化镁的性质相似，但有机钠化合物很少使用。

## 合成

### 金属转移反应
苯基钠最初是通过二苯基汞和钠反应制得的：
(C6H5)2Hg + 3 Na → 2 C6H5Na + NaHg
Shorigen反应（烷基钠和苯的反应）也用于生成苯基钠：
RNa + C6H6 → RH + C6H5Na
这种方法也会在苯环的邻位和间位取代第二个氢，使用特定的烷基钠（如正戊基钠）会更容易生成二钠产物。

### 金属-卤素交换反应
溴苯和钠粉反应也能得到苯基钠：
C6H5Br   +  2 Na   →    C6H5Na  +  NaBr
但这一反应的产率较低，产物的苯基钠会继续和溴苯反应，生成联苯。

### 锂交换
苯基锂和叔丁醇钠的反应也可用于制备苯基钠：
C6H5Li + NaOtBu → C6H5Na + LiOtBu